# مدال پیروزی جنگ جهانی دوم
مدال پیروزی جنگ جهانی دوم (به انگلیسی: World War II Victory Medal) یک مدال خدمت ارتش ایالات متحده است که توسط قانون کنگره در ۶ ژوئیه ۱۹۴۵ (قانون عمومی ۱۳۵، کنگره ۷۹) تأسیس شد. مدال پیروزی جنگ جهانی اول ، مدال مربوط به جنگ جهانی اول است که مشابه همین مدال می‌باشد.